# Bombyliomyia flavitarsis
Bombyliomyia flavitarsis là một loài ruồi trong họ Tachinidae.